# Carnosaur 2
Série
Carnosaur
(1993) Carnosaur 3
(1996)
Pour plus de détails, voir Fiche technique et Distribution.
Carnosaur 2 est un film américain  réalisé par Louis Morneau, sorti en 1995. 

## Synopsis
Une équipe d'électriciens de l'extrême est envoyée dans une ancienne mine classée top secret depuis que des phénomènes étranges y ont été repérés. Sur place, ils font la plus ahurissante découverte de l’histoire de l’humanité. Loin de tout, coupés du monde, des dinosaures clonés se multiplient, bien décidés à envahir la planète et à éliminer l’Homme. Un combat sans merci s’engage.

## Fiche technique
- Titre : Carnosaur 2
- Réalisation : Louis Morneau
- Scénario : Michael Palmer
- Production : Roger Corman
- Sociétés de production : Concorde-New Horizons et New Horizon Picture Corp
- Musique : Ed Tomney
- Photographie : John B. Aronson
- Montage : Roderick Davis et Lorne Morris
- Décors : Robert de Vico
- Pays d'origine : États-Unis
- Format : Couleurs - 1,37:1 - Stéréo - 35 mm
- Genre : horreur, science-fiction
- Durée : 83 minutes
- Date de sortie : 23 février 1995 (États-Unis)

## Distribution
- John Savage : Jack Reed
- Cliff De Young : Tom McQuade
- Don Stroud : Ben Kahane
- Rick Dean : 'Monk' Brody
- Ryan Thomas Johnson (V.F. : Christophe Lemoine) : Jesse Turner
- Arabella Holzbog : Sarah Rawlins
- Miguel A. Núñez Jr. : Ed Moses
- Neith Hunter : Joanne Galloway
- Guy Boyd : Joe Walker
- Christopher Darga : Hal Mosley
- Jason Adelman : Davey Lewis
- William G. Clark : Ed O'Brien
- John Davis Chandler : Zeb
- Michael McDonald : le pilote de l'équipe d'évacuation
- Christopher Murphy : l'officier de l'équipe d'évacuation

## Autour du film
- Plusieurs scènes du film sont directement inspirés d'Aliens, le retour.
- Les deinonychus du premier film furent remplacés par des vélociraptors. Cependant, à l'exception du cou et de la tête, les mêmes costumes furent réutilisés.
- Rick Dean et Michael McDonald ont l'un et l'autre joués dans Carnosaur 2 et 3 dans des rôles différents.
- Outre la saga des Carnosaur, Roger Corman a également produit d'autres films mettant en scène des dinosaures, tels que Voyage sur la planète préhistorique (1965), Dinosaur Island (1994), Raptor (2001) ou Dinocroc (2004).
- À noter, une petite apparition de Rodman Flender, le réalisateur de Unborn (1991), Leprechaun 2 (1994) ou La Main qui tue (1999), dans un rôle de technicien.

## Franchise Carnosaur
- 1993 : Carnosaur, de Adam Simon et Darren Moloney
- 1996 : Carnosaur 3 (Carnosaur 3: Primal Species), de Jonathan Winfrey
- 2001 : Raptor, suite non officielle de Jim Wynorski
- 2006 : The Eden Formula, seconde suite non officielle de John Carl Buechler